# Автошлях E671
E671, Європейський маршрут E671 — європейський автошлях, що бере свій початок в румунському місті Тімішоара і закінчується в місті Лівада. Загальна довжина — 322 кілометри.

## Маршрут автошляху
Шлях проходить через такі міста:
- Румунія: Тімішоара — Арад — Кішинеу-Кріш — Орадя — Секуєнь — Карей — Сату-Маре — Лівада

Автошлях E671 проходить територією Румунії.